# Catocala volcanica
Catocala volcanica är en fjärilsart som beskrevs av Butler 1877. Catocala volcanica ingår i släktet Catocala och familjen nattflyn. Inga underarter finns listade i Catalogue of Life.